# Nyhamnsfjärden, Lemland
Nyhamnsfjärden är en fjärd i Lemland på Åland. Den ligger cirka  12 km söder om Mariehamn mellan öarna Askö och Nyhamn.